# Terremoto de Aiquile de 1998
El Terremoto de Aiquile de 1998 fue un sismo registrado el 22 de mayo de 1998 a las 00:40 horas. Su epicentro se localizó en el centro de Bolivia a 150 kilómetros km de la ciudad de Cochabamba, y a 35 km de profundidad. El terremoto es considerado el peor terremoto del siglo XX de Bolivia.
El siniestro que tuvo una magnitud de 6,6 grados en la escala de Richter dejó 124 personas fallecidas. Las localidades más afectadas fueron Totora y Aiquile, aunque los daños se registraron en tres provincias del departamento de Cochabamba al centro de Bolivia: Campero, Carrasco y Mizque. Aiquile y Totora sufrieron el derrumbe del 80% de las viviendas. El número de damnificados alcanzó las 15.000 personas. El 23 de mayo se declaró duelo nacional de tres días por el desastre.
En mayo de 2023 se realizó una recapitulación a 25 años del terremoto. En diversos trabajos periodísticos se recordó que la comunidad internacional se solidarizó con los damnificados, sin embargo la cooperación no llegó a los pobladores de los lugares afectados, ni a sus comunidades.

## Gestión del evento
Durante la gestión del evento existieron muchas irregularidades y desde entonces se realizaron investigaciones para esclarecer el rol de instituciones como la Prefectura del Departamento de Cochabamba, el Ministerio de Defensa y la de Dirección de defensa civil.
Se establecieron al menos 21 procesos penales, civiles y administrativos para el esclarecimiento de las irregularidades identificadas.

### Investigaciones y procesos
Tras en evento se iniciaron al menos diez procesos de investigación y a lo largo de la historia se identificaron diferentes tipos de irregularidades que desviaron o comprometieron la integridad de los fondos destinados a la población, entre ellos: Fondos entregados por las damas niponas al embajador de Bolivia en Japón, donación del banco Interamericano de Desarrollo, fondos donados por: Austria, Alemania, Bélgica, China, Canadá, Dinamarca, España, Francia, Inglaterra e Italia, así como donaciones de la Organización Mundial de la Salud y la Organización Panamericana de la Salud, se estimó en casi 6 millones de dólares las donaciones económicas sobre suyo destino no se cuenta con documentación de respaldo.
Adicionalmente donaciones de materiales y alimentos tuvieron un manejo que no fue claro, eficiente o suficiente para los daños que enfrentó la población.
También se apuntó que existieron actos de corrupción cometidos por funcionarios y militares, del gobierno de Hugo Banzer Suárez quienes se habrían apropiado de los alimentos, medicamentos e incluso utilizaron 2.9 millones de dólares para la compra con sobreprecio de un avión Beechcraft 1900 a medio uso y cuya utilidad para la gestión del desastre fue cuestionada, estos eventos en su momento suscitaron indignación generalizada en la población. Tras la identificación del hecho el avión fue vendido y los fondos destinados a los tres municipios afectados.
El ministro de defensa de Banzer, Fernando Kieffer, falleció durante el juicio por corrupción, en el que se lo acusó de daño al Estado por un total de 7 millones de dólares.

## Autogestión y cultura
Aiquile, Mizque y Totora reconstruyeron sus municipios y retomaron manifestaciones culturales populares para promover el movimiento económico. De esta forma, danzas tradicionales, festividades y expresiones artísticas permitieron la reconstitución del tejido social. Iniciativas como el Festival Nacional del Charango en Aiquile y el Festipiano en Totora nacieron de esta necesidad.
Paralelamente las autoridades locales continuaron realizando reclamaciones para que los fondos recaudados y donados para mitigar las consecuencias del sismo, con diferentes resultados para cada fondo o donación.

## Galería

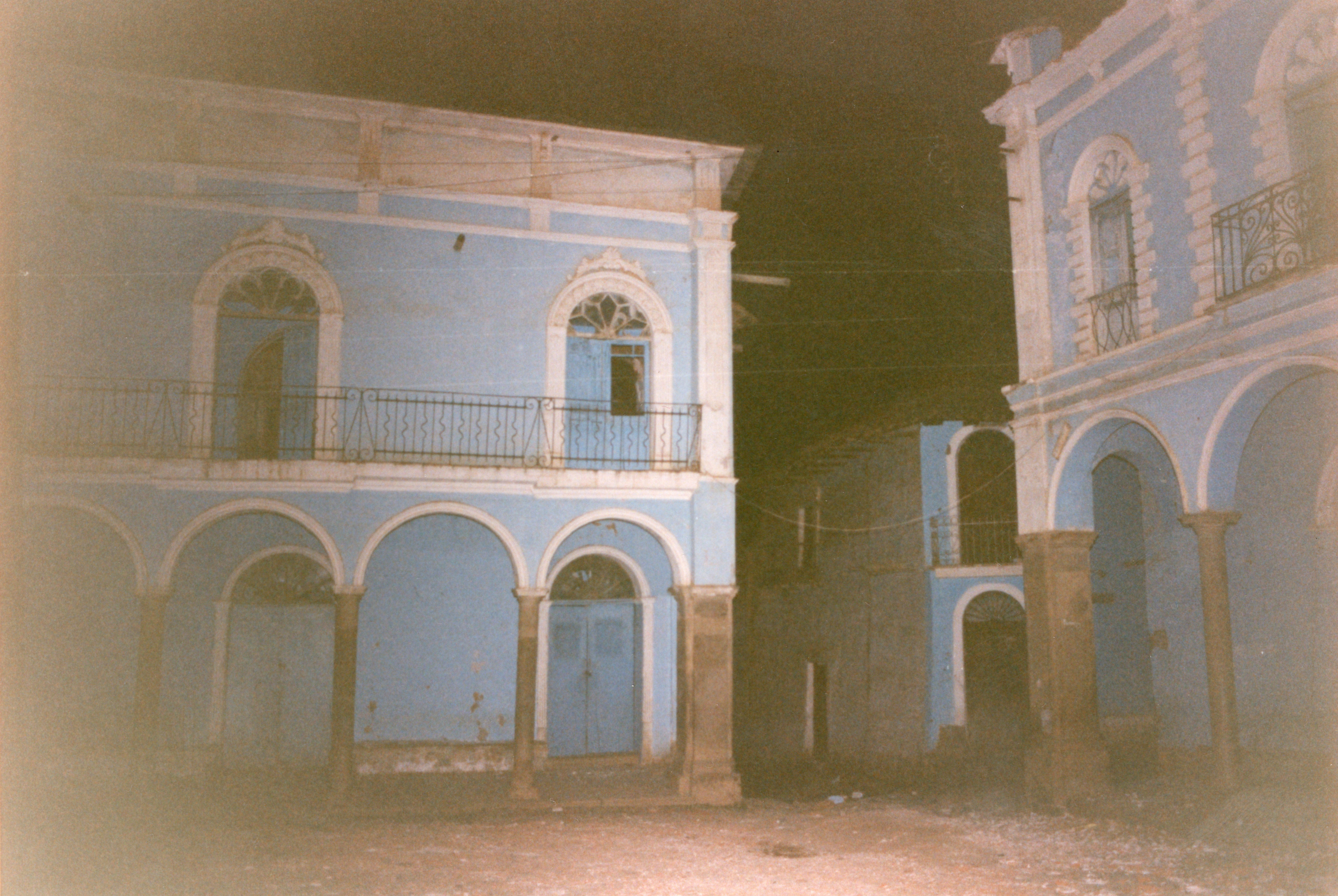
Daños registrado en Totora.
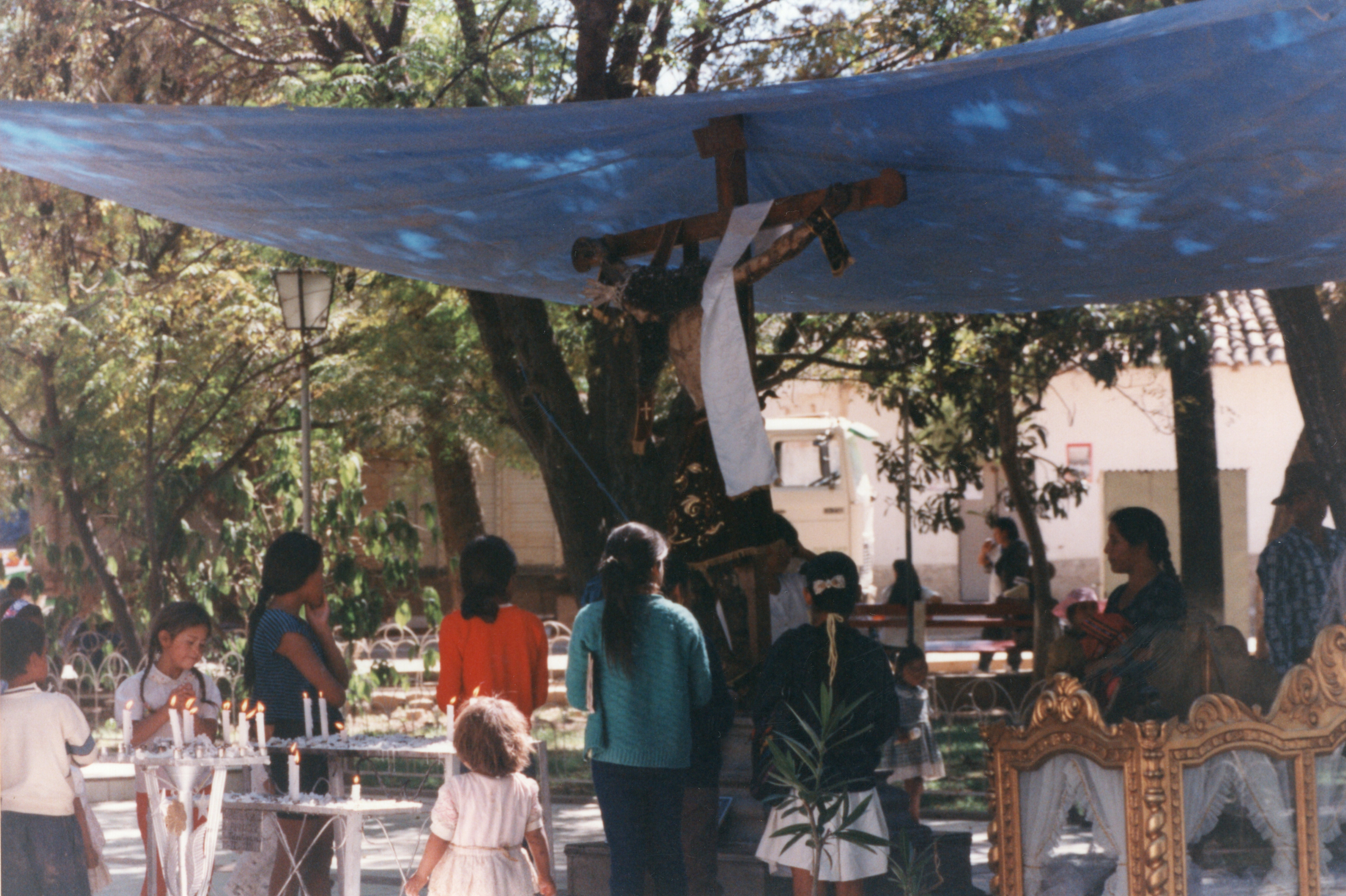
Damniificados en Mizque.
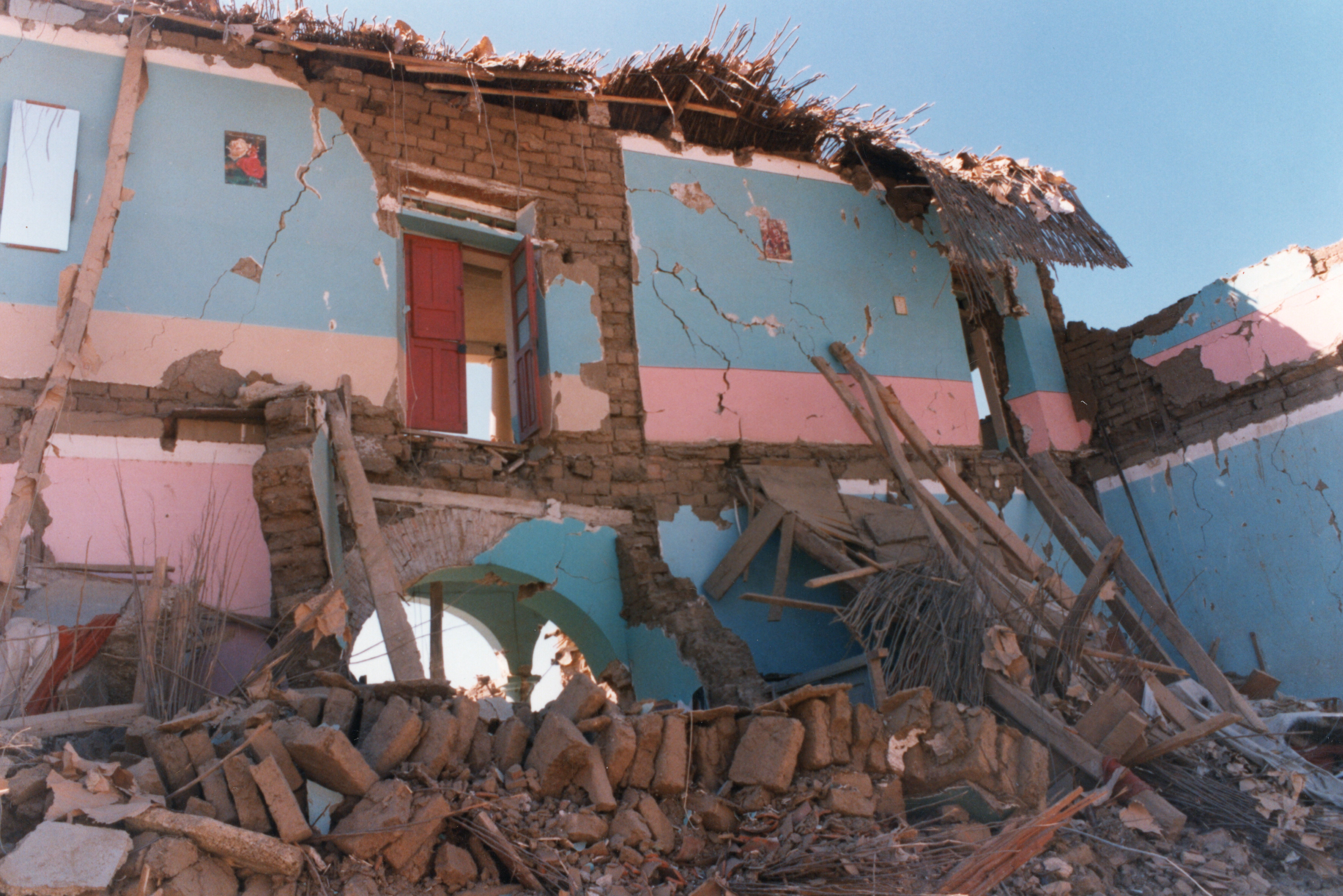
Daños en Aiquile.

- Fotografías de registro del terremoto de Aiquile, Mizque y Totora